# Rhytidoponera luteipes
Rhytidoponera luteipes é uma espécie de formiga do gênero Rhytidoponera.